# New Castle Air National Guard Base

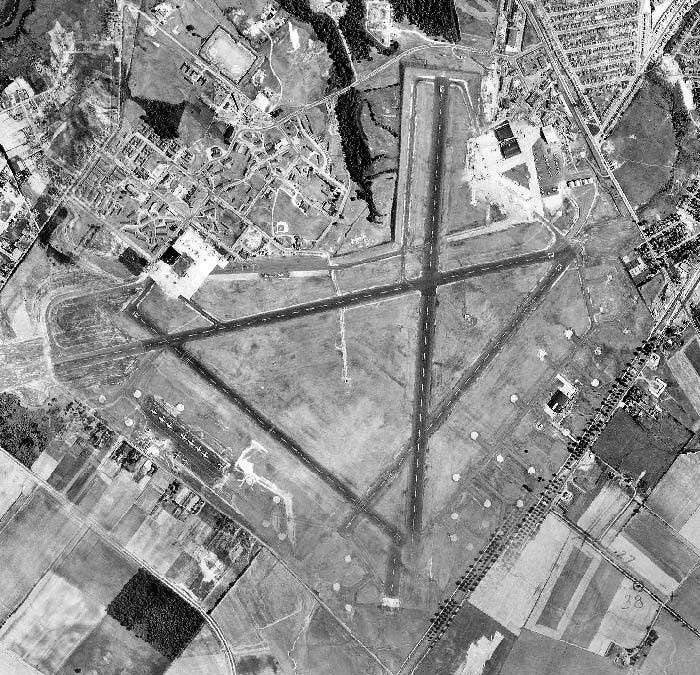
New Castle Air Force Base en 1954

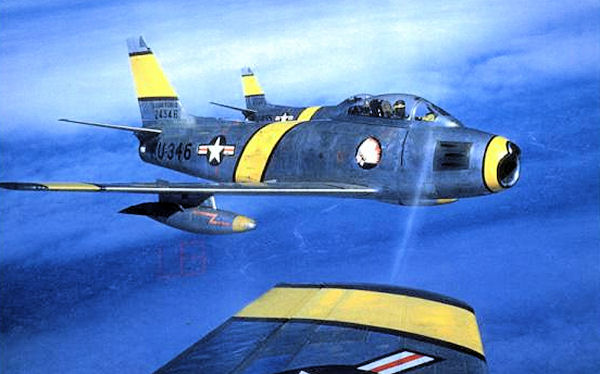
North American F-86F-25-NH Sabresdu 4th FIW/335th FIS au dessus de la Corée.

La New Castle Air National Guard Base (base de la Garde nationale aérienne de New Castle) est une installation de l'US Air Force sous le contrôle de la Delaware Air National Guard (en), située sur l'aéroport du comté de New Castle dans le comté de New Castle, Delaware.

## Présentation
La base abrite le 166th Airlift Wing (en) (166 AW) de la Delaware Air National Guard (en). L'unité est gérée opérationnellement par l'Air Mobility Command (AMC). Avec huit avions de transport Lockheed C-130 H2 Hercules affectés en permanence, elle fournit à l'US Air Force un transport aérien tactique et une capacité de largage aérien et terrestre de troupes, de fret et de passagers ainsi qu'une capacité d'évacuation aéromédicale de patients partout dans le monde.
L'installation est située sur environ 32 hectares et comprend 44 bâtiments. La population normale de l'installation est de 294 employés à temps plein de l'Active Guard Reserve (en) (AGR) et de l'Air Reserve Technician Program (en) (ART), mais elle atteint 1150 personnes un week-end par mois. Les appareils du 166th ont été affectés en Arabie saoudite lors des opérations Desert Shield et Desert Storm (1990/1991), au Panama pour l'opération Just Cause en 1989, en Bosnie dans le cadre de l'opération Joint Endeavour en 1995 et participent activement à la guerre mondiale contre Terrorisme.
En outre, l'unité possède une fonction de génie civil (Base Engineer Emergency Force), le 166th Civil Engineer Squadron (166 CES) et une unité de cyberguerre (166th Network Warfare Squadron).

## Historique

### Seconde Guerre mondiale
Anciennement appelé Wilmington Airport et Greater Wilmington Airport, la propriété est reprise par les forces aériennes de l'armée américaine pendant la Seconde Guerre mondiale. Sous le contrôle de l'USAAF, l'aéroport est rebaptisé New Castle Army Air Base.
Ouvert en mai 1943,  New Castle AAB reçoit le 2d Ferrying Group de l'Air Corps Ferrying Command, la 552d Army Air Forces Base Unit étant quant à elle l'unité hôte chargée de la base et de ses installations.  La principale mission de l'aérodrome est de faciliter le mouvement des avions à l'étranger pour livraison aux Britanniques et aux autres Alliés.
Les membres de l'historique Women Airforce Service Pilots (WASP) ont servi de pilotes d'essai, de transport et de cibles remorquées pour les étudiants artilleurs. Il y a une statue aujourd'hui à l'aéroport qui rend hommage aux femmes du WASP qui ont servi leur pays. Le 30 juin 1945, la 1596th AAF Base Unit remplace la 552d AAFBU, et le 2d Ferrying group est remplacé par le 2d Foreign Transport Group. La mission de la base est alors modifiée, elle devient responsable du transport aérien à l'étranger de passagers et de fret aérien.

### Continental Air Command
Avec le retrait général de l'armée de l'air après la guerre, l'aéroport de New Castle est devenu une base à usage mixte, avec des avions civils opérant depuis l'aérodrome. Le 328th Troop Carrier Squadron est activé sur la base le 1er juillet 1946. Il exploite alors des avions de transport C-47 depuis l'aérodrome.
Le 1er septembre 1949, les installations militaires de l'aéroport sont attribuées au Continental Air Command (en) (ConAC) et le 512th Air Base Group de l'Air Force Reserve est devient l'unité hôte jusqu'au 31 janvier 1951, date à laquelle il est réaffecté à l'aéroport municipal de Reading (en), en Pennsylvanie.  Au cours de son mandat en tant qu'unité hôte, la Réserve de l'Air Force et le 512th Troop Carrier Group (en) exploitent des C-46 Commandos (325th, 326th, 327th et 328th Troop Carrier Squadrons) rentrés de Reading après sa fermeture comme installation de réserve.  Le 512th est activé au service fédéral le 1er avril 1951 en raison de la guerre de Corée. Son personnel et ses avions sont réaffectés en tant que renforts dans des unités du service actif, et le groupe est désactivé deux semaines plus tard.
Le 512th ABG est remplacé par le 113th Air Base Group de la Delaware Air National Guard, devenant l'unité hôte le 1er février 1951. La mission du 113th est d'organiser, d'administrer, d'équiper, de former et de préparer le personnel de la garde nationale affecté au combat et de maintenir un niveau d'efficacité opérationnelle.  Son activation prend fin en 1952, le 113th est alors remplacé par le 82d Air Base Squadron le 2 janvier 1952.
Le 512th TCG est reformé au sein de l'Air Force Reserve le 14 juin 1952, et s'installe sur le site jusqu'au 20 juillet 1958, date à laquelle il est réaffecté sur la Willow Grove Air Reserve Station (en), en Pennsylvanie.

### Air Defense Command
En 1950, l'installation est rebaptisée New Castle Air Force Base, et passe sous le gestion de l'Eastern Air Defense Force (en) (EADF) et de l'Air Defence Command (ADC).
Le 8 septembre 1950, la 4th Fighter-Interceptor Wing, équipée du F-86A Sabre, est réaffectée à New Castle AFB, confiant à l'aérodrome une mission de supériorité aérienne. La 4th FIW est déployée au Japon le 10 novembre 1950, avec pour mission de contrer la menace MiG dans le ciel de Corée. La 4th FIW est devenue la principale unité abattant des MiG pendant la guerre de Corée. En plus du 4th FIW, le 334th Fighter-Interceptor Squadron est activé sur la base en 1950, utilisant initialement des F-80 Shooting Stars, puis des F-94 Starfires à partir de 1952. En 1952, le 334th est impliqué dans un incident d'OVNI lorsque ses intercepteurs ont été brouillés alors qu'ils partaient intercepter des objets inconnus détectés survolant Washington, D.C.
Le 10 février 1951, le 113th Fighter-Interceptor Wing (en) de la District of Columbia Air Guard (en) est déplacé sur la base d'Andrews, dans le Maryland, et le 113th Air Base Group est désigné comme unité hôte de New Castle. Le 113th FIG contrôle alors le 142d Fighter-Interceptor Squadron (en) de la Delaware Air National Guard, qui exploitait des intercepteurs F-84C Thunderjet. Le 142d reçoit le F-94B Starfire le 1er octobre 1951, et l'unité de la Garde nationale aérienne est rendue au contrôle de l'État du Delaware le 1er novembre 1952.
La 4710th Air Defense Wing (en) est activée le 1er février 1952, la base est alors affectée à la 26th Air Division (en) de l'Eastern Air Defense Force (en). De plus, des plans sont pour transformer la base en une installation complète de l'USAF. Le 96th Fighter-Interceptor Squadron remplace le 142th FIS le 1er novembre, héritant des Starfires utilisés par les Air Guardsmen, et le 525th Air Defence Group devient la composante opérationnelle du 4710th ADW le 16 février 1953. Un deuxième escadron F-94C, le 97th Fighter-Interceptor Squadron, rejoint le groupe le 27 mars 1953.
En 1955, à la suite du « Project Arrow », le 525th ADG est renommé 82d Fighter-Interceptor Group (en). Le projet Arrow est un programme destiné à réactiver des unités de combat remarquables de la Seconde Guerre mondiale, les escadrons sont redésignés en tant que 95th et 96th Fighter-Interceptor squadrons (en), passant simultanément aux F-94C.

### Logements
Les logements de la base qui abritaient du personnel militaire pendant la guerre de Corée (1950-1953) est acheté en 1956 par le comté de New Castle, et rouvert pour en faire des logements civils. Le quartier est désigné comme Airport Villa, et reste un quartier viable de 1956 à environ 1982, date à laquelle il est démoli pour faire place à des bâtiments gouvernementaux.

### Delaware Air National Guard
En 1957, l'Air Defence Command annonce réduire ses forces à New Castle, la mission de défense aérienne de la base étant confiée à la Delaware Air National Guard (en). Le 96th et le 97th FIS sont désactivés le 30 novembre, le 82d FIG est lui désactivé le 8 janvier 1958.
La base est redésignée comme installation de la Garde nationale aérienne et renommée New Castle Air National Guard Base, l'installation étant transférée au contrôle de l'État du Delaware. New Castle passe sous le contrôle du 142nd Fighter-Bomber Squadron qui utilise des F-86F Sabres. Le 10 novembre 1958, l'unité est rebaptisée 142nd Tactical Fighter Squadron et est réaffectée de l'Air Defense Command au Tactical Air Command (TAC).
Le 7 avril 1962, la Delaware Air National Guard passe au «statut de groupe» en tant que 166th Air Transport Group et est réaffectée du Tactical Air Command au Military Air Transport Service (MATS). La Delaware Air National Guard abandonne ses jets F-86 pour des C-97 Stratocruiser. Le 22 octobre 1962, une nouvelle unité, la 142nd Aeromedical Evacuation Flight, est ajoutée à la Garde nationale aérienne du Delaware.
Au cours de la période de 1964 à 1974, la Garde nationale aérienne du Delaware effectue des missions au Vietnam. En septembre 1965, trois ans seulement après avoir reçu le C-97, la Garde nationale aérienne du Delaware reçoit le trophée McCallister en tant qu'unité de transport exceptionnelle de la Garde nationale aérienne. En 1966, la gestion opérationnelle passe au Military Airlift Command (en) (MAC).
Le 9 avril 1968, la Delaware Air National Guard est appelée au devoir de l'État afin de réprimer les troubles civils et la violence dans la ville de Wilmington, au Delaware. L'unité est libérée de ses fonctions après plusieurs semaines. Cependant, de nombreuses personnes reste en service jusqu'au 20 janvier 1969.
Le 12 mai 1971, la Delaware Air National Guard change le nom du 166th Military Airlift Group en 166th Tactical Airlift Group et remplace ses C-97 par des C-130A «Hercules», un avion cargo à propulseur, et commence la transition du Tactical Airlift Command au Tactical Airlift Command. Gestion qui change à nouveau en 1975, du TAC au MAC, lorsque le Tactical Airlift Command a transféré toutes ses unités C-130 au Tactical Airlift Command.
Au cours de la période du 16 août 1990 au octobre 1990, trois avions, avec du personnel de soutien et de nombreux volontaires de la Delaware Air National Guard participent à l'opération Desert Shield. Le 25 janvier 1991, des unités sélectionnées de la Garde nationale aérienne du Delaware sont activées au statut fédéral pour la guerre du golfe Persique connue sous le nom d '«Opération Desert Storm» (8 avions avec équipages et personnels de maintenance et de soutien.) La majorité de l'unité est stationnée sur la base aérienne d'Al Kharj en Arabie saoudite. Plus de 150 membres du personnel sont déployés dans six autres sites en Europe et dans deux bases étatiques. Le 30 juin 1991, les unités et le personnel sont libérés du service actif effectué en appui de la guerre du golfe Persique.
Un autre changement de nom se produit le 16 mars 1992 lorsque le 166th Tactical Airlift Group (166th TAG) est renommé 166th Airlift Group (166th AG) et le 142nd Tactical Airlift Squadron (142nd TAS) est redésigné 142e Airlift Squadron (142nd AS). Conjointement, le commandement gagnant de l'unité, le Military Airlift Command (MAC), est rebaptisé Air Mobility Command (AMC).
Au milieu des années 1990, la gestion du 166th AG passe de l'AMC à l'Air Combat Command (ACC). Peu de temps après, la base de New Castle apparaît sur la liste de la commission du Base Realignment and Closure (BRAC) dans un contexte qui aurait effectivement mis en sommeil la 166th Airlift Wing.  De plus, le site fait partie des cibles de fermeture par le Pentagone à l'horizon mai 2005. Cependant, à la fin des années 90, un renversement du sort de la base est réalisé et plus de 130 millions de dollars de fonds fédéraux sont alloués à des projets pour l'amélioration de la base.
Le 1er avril 1997, le commandement opérationnel de la Delaware Air National Guard change de nouveau, passant de l'Air Combat Command et à l'Air Mobility Command.

### Unités principales affectées
- Delaware Air National Guard, 1946–Présent
- 328th Troop Carrier Squadron, 1946-1949
- 512th Troop Carrier Group, 1949-1951; 1952-1958
- 4th Fighter-Interceptor Wing, 1950
- 113th Fighter-Interceptor 1951-1952
- 4710th Air Defense Wing, 1952-1957
- 525th Air Defense Group, 1952-1955
- 82d Fighter-Interceptor Group, 1955-1957